# Phaeogenes amaenus
Phaeogenes amaenus är en stekelart som beskrevs av Wesmael 1845. Phaeogenes amaenus ingår i släktet Phaeogenes, och familjen brokparasitsteklar. Arten är reproducerande i Sverige.